# Polposipus herculeanus
Polposipus herculeanus е вид насекомо от семейство Tenebrionidae. Видът е световно застрашен, със статут Уязвим.

## Разпространение
Разпространен е в Сейшели.
Регионално е изчезнал в Мавриций.